# Talasani
Talasani (in corso Talasani) è un comune francese di 624 abitanti situato nel dipartimento dell'Alta Corsica nella regione della Corsica. L'area ha una densità di popolazione molto bassa ed è costituita essenzialmente da foreste e zone agricole. Essendo un comune costiero, sono previste rigorose disposizioni di pianificazione urbana al fine di preservare l'equilibrio ecologico della costa.

## Società

### Evoluzione demografica
Abitanti censiti